# Стратоника Пергамская
Стратоника Пергамская (др.-греч. Στρατονίκη, ? — ок. 135) — каппадокийская царевна и царица Пергамского царства (II в. до н. э.)

## Биография
Стратоника была смешанного македонско-персидского происхождения. Она была первой дочерью Ариарата IV и Антиохиды, дочери Антиоха III Великого и Лаодики III. По отцовской линии её дедом и бабушкой были первые царь и царица Каппадокии Ариарат III и Стратоника Каппадокийская. Её младшими братьями были Ортоферн и Ариарат V.
Стратоника родилась и выросла в Каппадокии. В 188 г. до н. э., когда Каппадокия и Пергамское царство уже вошли в число союзников Рима, её выдали замуж за пергамского царя Эвмена II, ранее отклонившего возможность породниться с селевкидским царём Антиохом III. Стратоника и Эвмен II были в отдалённом родстве — они оба происходили от Селевка I Никатора. В этом браке родился будущий царь Пергама Аттал III.
Эвмен II находился во враждебных отношениях с македонским царём Персеем, стремившимся восстановить влияние Македонии в Эгейском бассейне. При возвращении из Рима Эвмен II посетил Дельфы, где на него напали доверенные лица Персея. Тяжело раненный Эвмен считался погибшим, тогда его брат Аттал II занял пергамский трон в качестве регента над малолетним Атталом и женился на Стратонике. Когда же Эвмен вернулся, возникла коллизия: в Пергаме оказались сразу два царя, причём женатые на одной женщине. Но Аттал мирно вернул брату и власть, и Стратонику.
Эвмен II умер около 138 г. до н. э., Стратоника — в 135 г. до н. э.
Стратонике были посвящены две статуи: одна была установлена Атталом III в Пергаме, другая, работы скульптора Дамофона — афинянами на острове Делос.